# Kågeälven
Kågeälven rinner genom Kågedalen som är en bred älvdal i Skellefteå kommun.
Älven har under detta namn en längd av cirka 70 km räknat från Stavaträsket (95 km totalt inkl källflöden), varav drygt hälften nedströms Storkågeträsket. Den har ett avrinningsområde på 909 km², vilket gör den till en av Västerbottens mindre skogsälvar. Efter Storkågeträsket kastar sig älven utför två markerade trösklar: Storfallet resp. Slybergsforsen, men flyter sedan i sakta mak ner mot havet, och mynnar ut vid Kåge. 
Numera är älven laxförande, efter en period av stark förorening från omgivande jordbruk. Orsaken till att laxen uteblev var ett kraftverk i Kåge som stängde av vandringsmöjligheterna för laxen.
Källflöden (ovanför Stavaträsket): 
- Klintån
- Kusån
- Kamsån

Biflöde:
- Hebbersbäcken